# Pfahlbaumuseum Unteruhldingen
Das Pfahlbaumuseum Unteruhldingen ist ein am Bodensee gelegenes archäologisches Freilichtmuseum mit angeschlossenem Museumsbau in Unteruhldingen im Bodenseekreis in Baden-Württemberg, das archäologische Funde und Nachbauten von Pfahldörfern aus der Stein- und Bronzezeit präsentiert. Es umfasst zurzeit 23 Pfahlbauten. Dem Museum ist ein wissenschaftliches Forschungsinstitut angeschlossen. Mit jährlich bis zu 300.000 Besuchern, darunter mehr als 100.000 Schülern, zählt es zu den größten und bestbesuchten Freilichtmuseen Europas.

## Museum
Das Museum umfasst neben dem Freilichtmuseum zwei Gebäude, das sogenannte Alte Museum und das Neue Museum. Im Alten Museum, dem historischen Ausstellungsraum, werden im Rahmen einer Ausstellung zum Welterbe Pfahlbauten rund um die Alpen mehr als 1000 Originalfunde aus den Pfahlbausiedlungen am Bodensee gezeigt.

### Geschichte vor und unter Hans Reinerth
Das Museum wurde im Sommer 1922 eröffnet, nachdem im März desselben Jahres auf Initiative des damaligen Bürgermeisters der Gemeinde Unteruhldingen, Georg Sulger, der Verein für Pfahlbau- und Heimatkunde e. V. gegründet worden war. Die ersten beiden Pfahlbauhäuser wurden unter der Anleitung des Urgeschichtlichen Forschungsinstituts Tübingen (durch Robert Rudolf Schmidt und seinen Assistenten Hans Reinerth) aufgebaut.
Die Universum Film AG (UFA) drehte 1927/28 den Film Natur und Liebe mit Steinzeit-Darstellern in der Kulisse des Pfahlbaumuseums. Dem war der Dokumentarfilm Pfahlbauten in Unteruhldingen von 1926/27 vorausgegangen. Das alte Ausstellungsgebäude wurde 1934 durch den Verein für Pfahlbau- und Heimatkunde errichtet und zeigt Funde der Stein- und Bronzezeit.

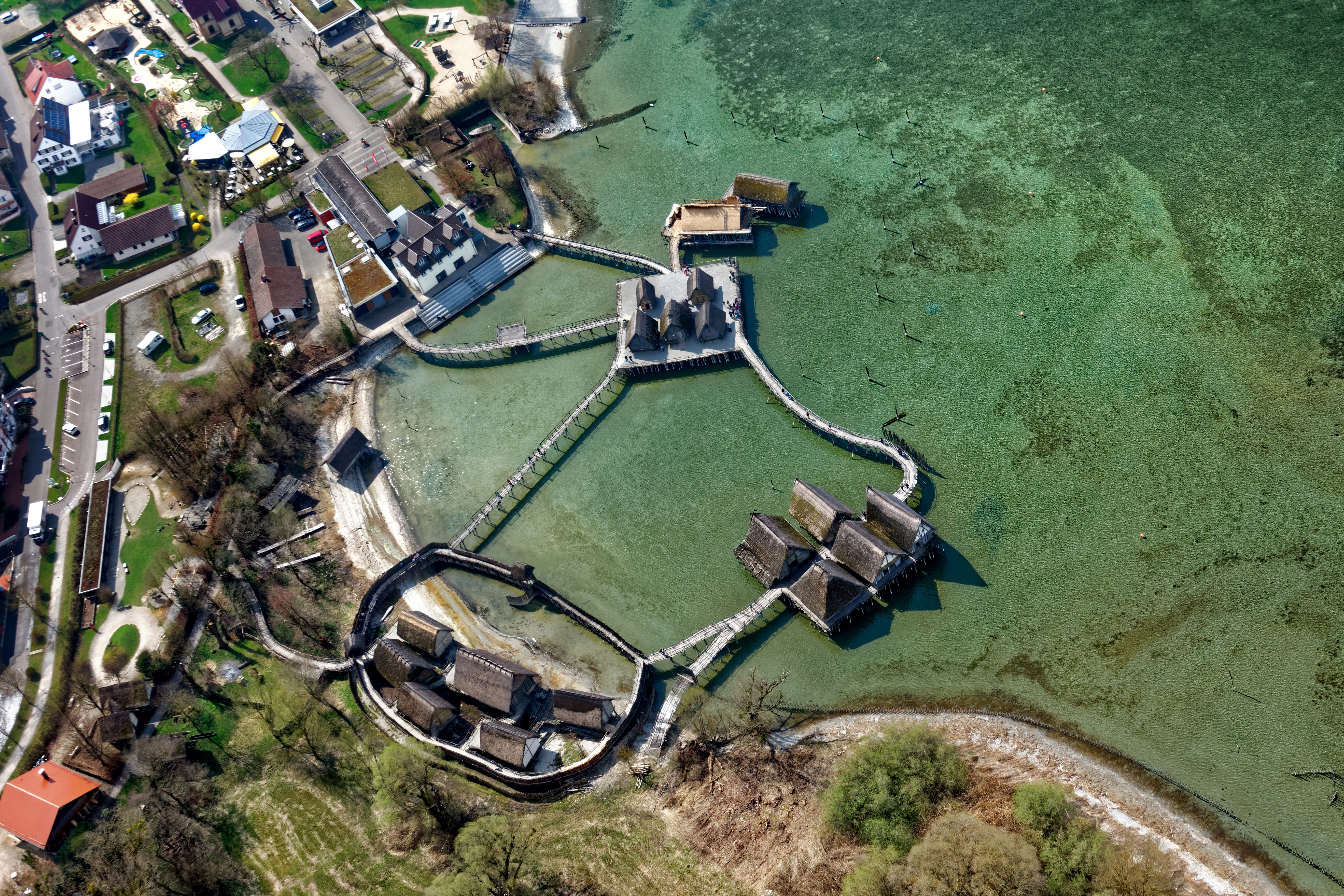
Das Pfahlbaumuseum aus dem Zeppelin gesehen.

Den Zweiten Weltkrieg überdauerte das Museum trotz der formellen Auflösung des Pfahlbauvereins im Jahr 1945, der Besetzung des Museums und Beschlagnahmung der Pfahlbauten durch französische Besatzungstruppen. Marokkanische Soldaten ließen sich damals in der Freilichtanlage häuslich nieder. Doch schon ab Juni 1945 wurde die Erlaubnis zur Wiedereröffnung erteilt, eine Instandsetzung des Museums folgte. Die Arbeiten des Pfahlbauvereins ruhten jedoch bis zur Wiederaufnahme im Jahr 1950. Damaliger erster Vorsitzender war Landrat im Ruhestand Rudolf Maier aus Überlingen. Unter der Leitung von Hans Reinerth hatte das Museum bis 1990 den Namen Freilichtmuseum deutscher Vorzeit.

### Das Pfahlbaumuseum seit 1990
Im Jahr 1990 übernahm Gunter Schöbel die Leitung des Museums als Museumsdirektor.

Seit den 1990er Jahren setzt sich die neue Museumsleitung kritisch mit der Geschichte des Pfahlbaumuseums, insbesondere dessen Rolle während der Zeit des Nationalsozialismus, auseinander. Das bis 1990 unter Verschluss gehaltene Archiv Hans Reinerths wurde wissenschaftlich erschlossen und während des Zweiten Weltkriegs verschleppte Kulturgüter zurückgeführt. Hierzu zählen über 700 Bücher aus Bibliotheken der Ukraine, die nach Kiew zurückgingen. Ebenso gelangte 2014 ein Bestand von über 10.000 Funden aus archäologischen Ausgrabungen in Griechenland nach dort zurück, als das Archäologische Nationalmuseum Athen diesen entgegennahm.

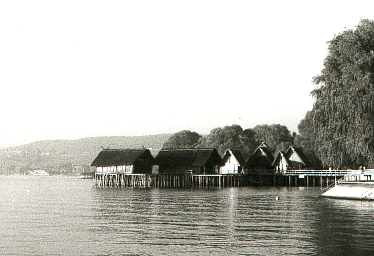
Bild aus dem Jahr 1978 zeigt die Rekonstruktion der Pfahlbauten in Unteruhldingen

 1996 eröffnete der behindertengerecht gestaltete Neubau des Neuen Museums, in dessen Erdgeschoss der Eingangsbereich mit Museumsladen und Sonderausstellungsbereichen untergebracht sind. Im Obergeschoss befinden sich das wissenschaftliche Forschungsinstitut, Laboreinrichtungen, die Modellwerkstatt, eine Bibliothek mit etwa 30.000 Büchern, sowie Schriften- und Dokumentenarchive. Die Archive beherbergen Dokumentationen der rund 108 Ausgrabungen, 2.436 Kleinmodelle, einen großen fotografischen Sammlungsbestand auf 40 Regalmetern von 22.000 Glasplattennegativen und 41.000 Dias, und circa 300.000 prähistorische Funde.
1999 überschwemmte die Pfahlbauten teilweise ein Jahrhunderthochwasser, Anfang März 2006 musste das Museum infolge Schneefalls erstmals in seiner Geschichte geschlossen bleiben.
Im April 2014 eröffnete ein Steinzeitparcours, in dem seither pädagogische Veranstaltungen des Museums stattfinden. Im Sommer 2014 folgte die Eröffnung des ARCHAEOLAB, einer neuen pädagogische Einheit, bei der Schülern die Bedeutung der naturwissenschaftlichen Methoden in der Archäologie vermittelt wird.
2018 konnte im Ostteil des Sees ein bronzezeitliches Einbaum-Boot in Wasserburg (bei Lindau) geborgen werden (Einbaum).
Im Jahr 2024 wurde der Erweiterungsbau des neuen Museums als Besucherzentrum und Ausstellungshalle eröffnet.

### Pfahlbauten und Weltkulturerbe

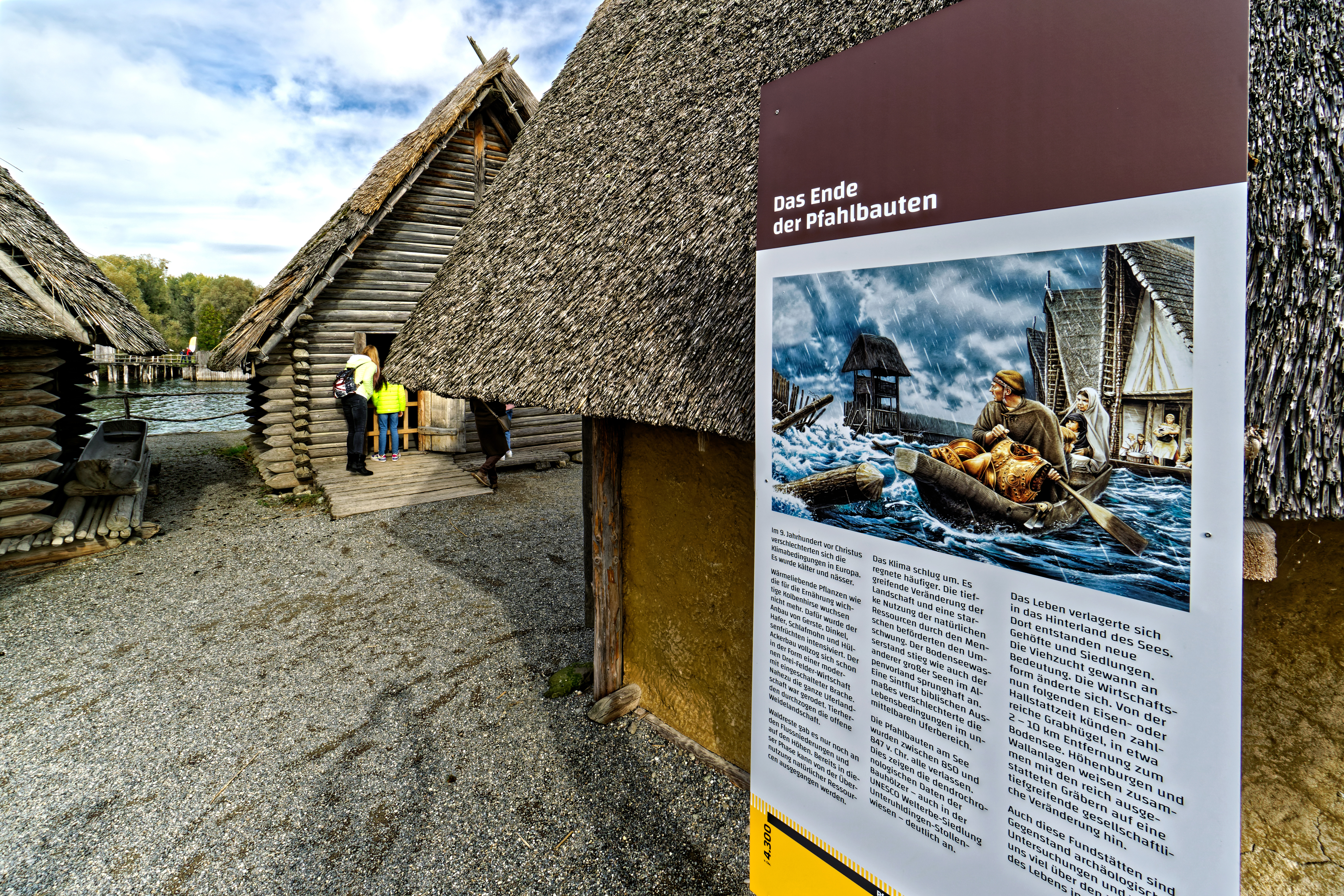
Information zum Ende der Pfahlbauten.

Im Juni 2011 wurden die Überreste zahlreicher historischer Pfahlbausiedlungen, darunter auch das etwa 500 Meter südlich des Museums gelegene Pfahlbaufeld Unteruhldingen-Stollenwiesen (südlich des Infopavillons), auf die Liste des UNESCO-Welterbes aufgenommen. Das Museum selbst ist kein Teil des Weltkulturerbes, da es keine Original-Pfahlbauten, sondern Rekonstruktionen bzw. Nachbauten von Bauwerken zeigt.

### Zahlen und Fakten
Von 1922 bis 2024 haben über 16 Millionen Besucher das Museum besucht.
2013 wurde das Freilichtmuseum durch den Tourismusverband Baden-Württemberg zum zweiten Mal als familienfreundliche Einrichtung ausgezeichnet („familien-ferien“). Im Juni 2015 erhielt das Museum die Auszeichnung Zertifikat für Exzellenz der Tourismus-Plattform Tripadvisor.

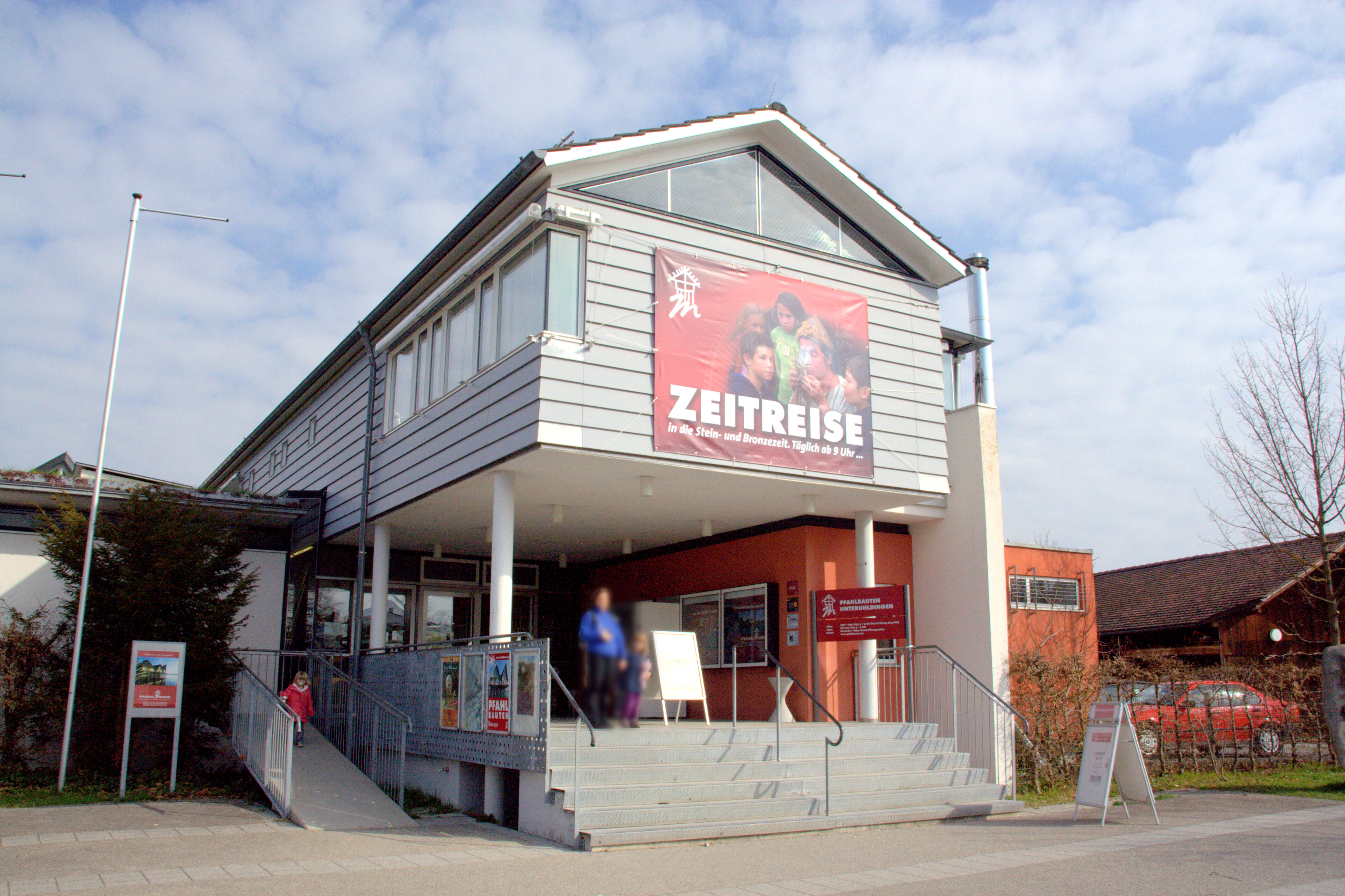
Ehemaliges Eingangsgebäude des Museums

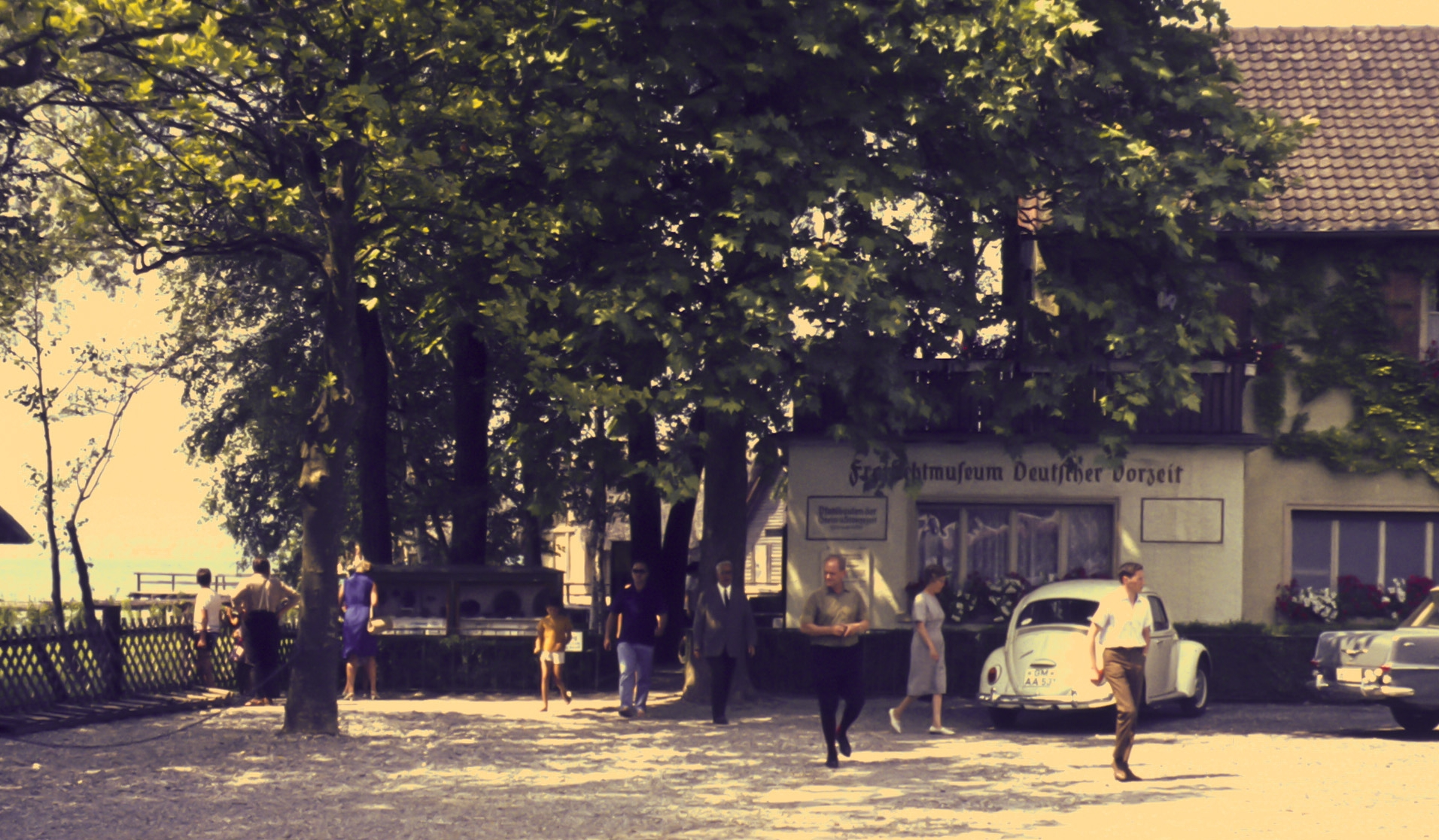
Alter Eingangsbereich des „Freilichtmuseums Deutscher Vorzeit“ in den 1960er-Jahren

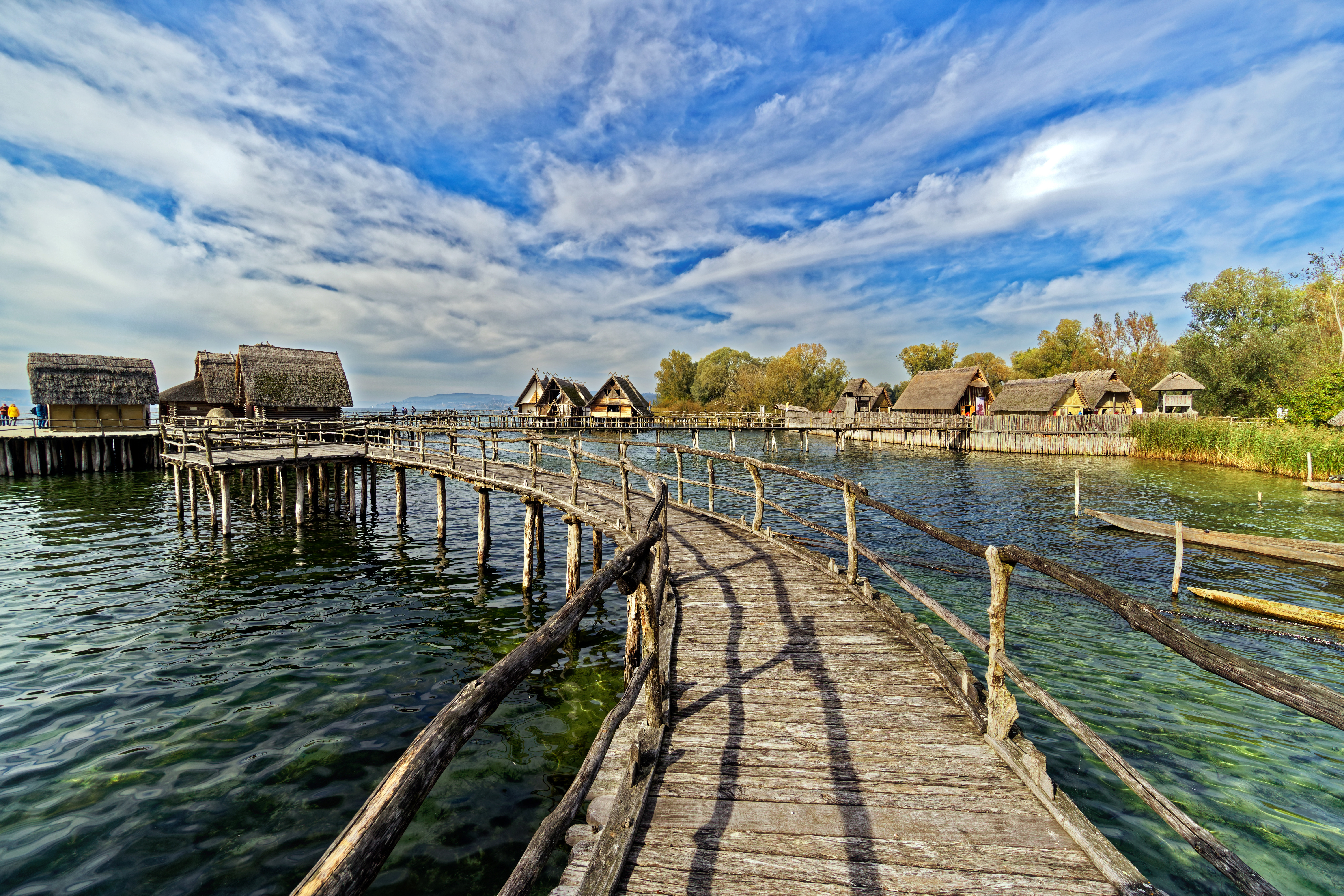
Pfahlbaumuseum Unteruhldingen, ganz links die ältesten Gebäude von 1922.

Im Jahr 2025 arbeiteten 60 Mitarbeiter für das Museum.

## Rekonstruktionen

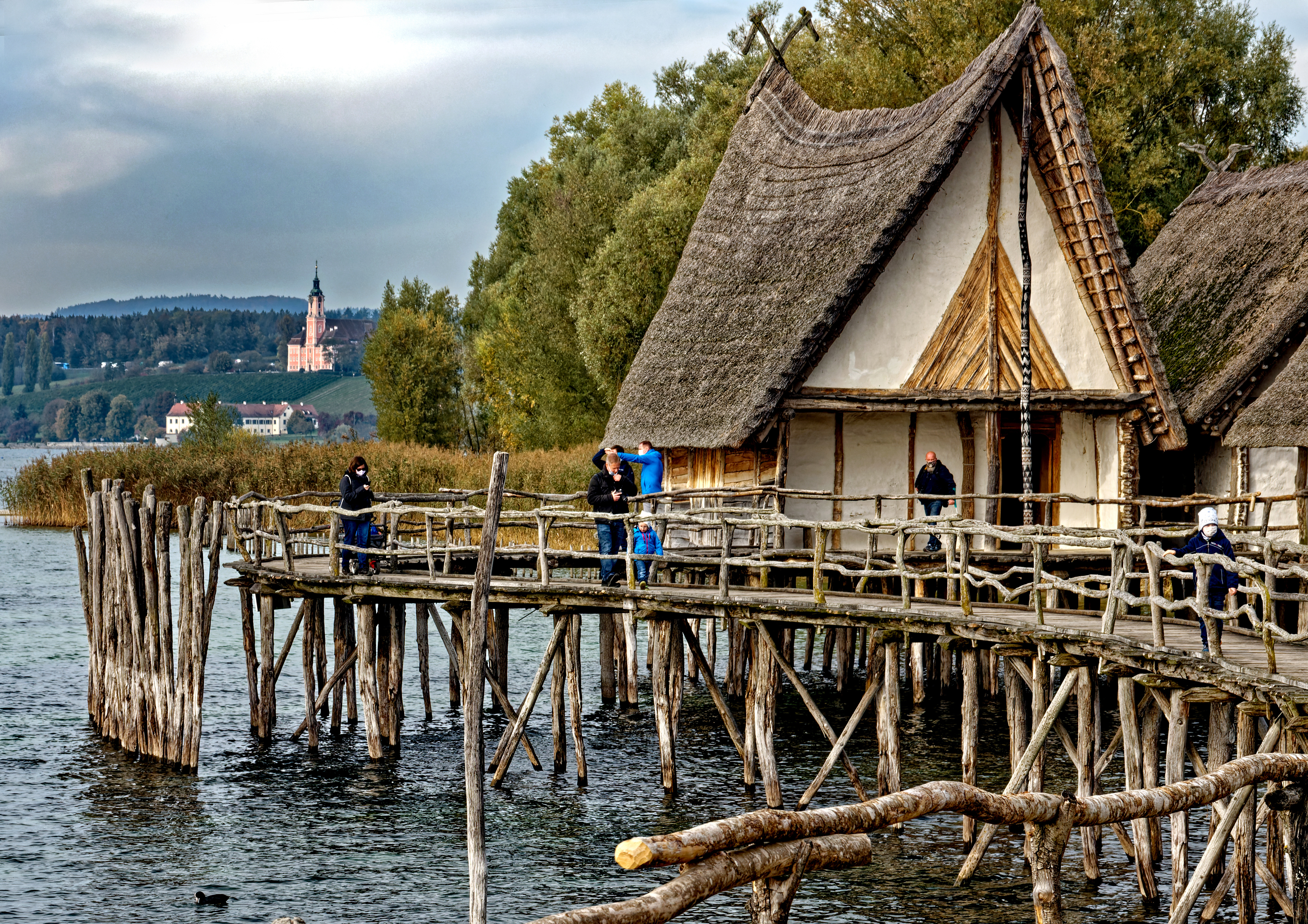
Lage der Pfahlbauten im See

Das Freilichtmuseum umfasst mehrere Rekonstruktionsabschnitte und wurde seit der Museumseröffnung 1922 mehrfach umgebaut und erweitert. Dies geschah zuletzt 2014. Im Mai 2013 wurde ARCHAEORAMA eröffnet, eine Multimediaeinheit zur Vermittlung der Inhalte des neuen UNESCO-Welterbes Pfahlbauten rund um die Alpen. Das ARCHAEORMA ist Teil eines mittelfristig angelegten Masterplans des Museums, der zu einer Weiterentwicklung des Freilichtmuseums führen soll.

### Die SteinzeithäuserRiedschachen
Die Idee zur Errichtung dieser ersten beiden Häuser in Unteruhldingen wurde vom Amtsvorstand Hermann Levinger, vom Überlinger Stadtarchivar Victor Mezger und vom Unteruhldinger Bürgermeister Georg Sulger 1921 gefasst und unterstützt nach einem 1921 gehaltenen Vortrag Hans Reinerths über die Ausgrabungen am Federsee. Aus diesem Grund wurde am 12. März 1922 der Verein für Pfahlbau- und Heimatkunde e. V. gegründet. Dieser baute die ersten beiden Pfahlbauhäuser unter der Anleitung des Urgeschichtlichen Forschungsinstituts Tübingen auf. Eine Privatsammlung mit Funden aus den Pfahlbauten war zuvor ab 1912 im Privathaus von Georg Sulger gezeigt worden.
Die Steinzeithäuser Riedschachen sind Rekonstruktionen der jungsteinzeitlichen Siedlung Riedschachen bei Bad Schussenried und wurden nach dem archäologischen Befund und nach den Wünschen des Unteruhldinger Bürgermeisters Sulger im Uferbereich auf Pfählen errichtet, da eine Rekonstruktion am Ufer, das 1922 Reichsbahngelände war, nicht möglich war und aus der Ausgrabung Hinweise auf eine abgehobene Bauweise vorlagen. Das jungsteinzeitliche Moordorf um 4000 v. Chr. wurde erst kurz davor archäologisch untersucht. Die Rekonstruktion war eine Zusammenarbeit des Unteruhldinger Vereins für Pfahlbau und Heimatkunde mit dem Urgeschichtlichen Forschungsinstitut in Tübingen.
Mit der Errichtung des Steinzeitdorfes Sipplingen am Ufer 1938 sollten die beiden Häuser abgerissen werden. Der Ausbruch des Zweiten Weltkriegs verhinderte dies jedoch.
47° 43′ 32,8″ N, 9° 13′ 38,7″ O

### Das bronzezeitliche DorfBad Buchau

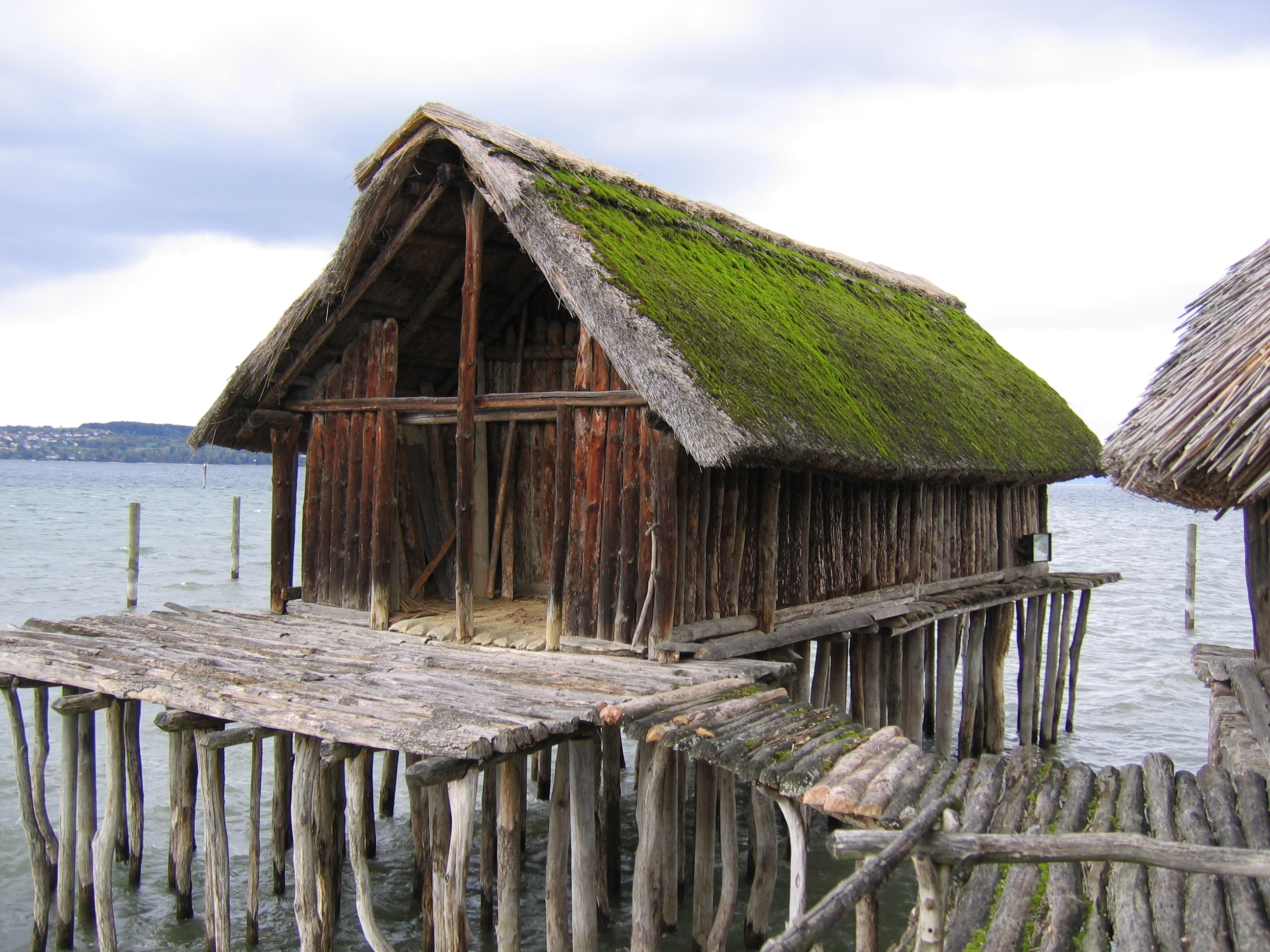
Steinzeithaus Schussenried

Das plattformgetragene Dorf der spätbronzezeitlichen Siedlung Bad Buchau sind Rekonstruktionen aus der Zeit zwischen 1923 und 1931, die auf Grundlage der Ausgrabungen der Wasserburg Buchau (circa 1050 v. Chr.) am Federsee und unter der Leitung von Hans Reinerth gestaltet wurden. Sie repräsentieren als plattformgetragenes Dorf nicht mehr den aktuellen Forschungsstand, da die Wasserburg Buchau, der sachlich falsche Name wurde 1928 von Reinerth geprägt, jetzt als Feuchtbodensiedlung und nicht als Pfahlbausiedlung angesehen wird. Am Karsamstag, dem 17. April 1976 zerstörte ein Brand das bronzezeitliche Pfahlbaudorf 1. Eine Wiedereröffnung war erst im darauf folgenden Jahr wieder möglich.
Heute umfasst die Plattform drei Blockhäuser und zwei Häuser mit Lehmflechtwand. Die Häuser sind gänzlich schilfgedeckt. Die Vorstellung einer durchgehenden Plattform spiegelt die im 19. Jahrhundert in Mitteleuropa vorherrschende Lehrmeinung von Pfahlbausiedlungen wider. Sie zeigt das Haus des Bronzegießers mit freistehendem Schmelzofen, das 2014 neu konzipierte und mit einer Multimediaeinheit ausgestattete Haus des Clanchefs, das Haus des Töpfers mit ebenfalls freistehendem Töpferofen, das Haus eines Hirten und ein Vorratshaus.v
47° 43′ 33,6″ N, 9° 13′ 39,6″ O

### Das steinzeitliche DorfSipplingen

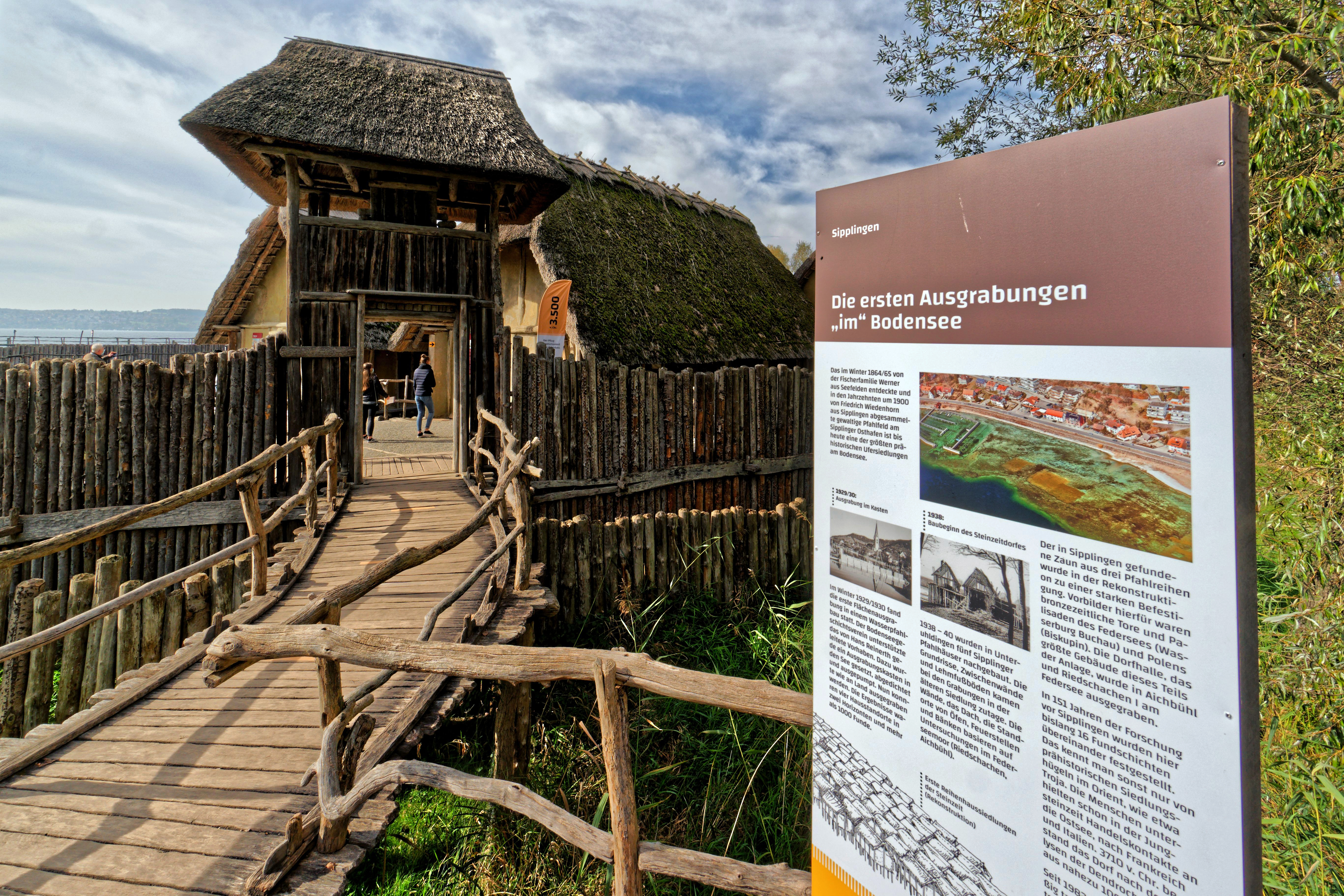
Turm und Tor Des Sipplinger Steinzeitdorfs.

Das steinzeitliche Dorf Sipplingen ist eine aus sechs Pfahlhäusern mit umgebender Palisade bestehende Seeufersiedlung. Sie wurde zwischen 1938 und 1940 nach dem Vorbild der Ausgrabungen vor Sipplingen am Bodensee, einem Dorf der Jungsteinzeit (um 3500 v. Chr.), errichtet. Mit dieser Rekonstruktion wurde die Theorie von den Ufer-Pfahlbauten zum ersten Mal maßstabsgetreu umgesetzt. Neueste Forschungen etwa in Arbon-Bleiche 3 bestätigen inzwischen die Pfahlbauweise, die lange im Pfahlbaustreit umstritten war.
Vom Ufer her kommend, betritt man es durch Eingänge und eine Palisade. Die Rekonstruktion zeigt das Haus des Fischers und des Töpfers. Im Anschluss befindet sich das Weberhaus, das Haus des Steinhauers und des Holzschnitzers. Zentrum des Steinzeitdorfes bildet die Dorfhalle, in der seit 2014 das Pfahlbaukino eingerichtet ist, in dem pädagogisch wertvolle Filme zum Thema Pfahlbauten gezeigt werden.
47° 43′ 36,1″ N, 9° 13′ 42,5″ O

### Hornstaad-HausundArbon-Haus

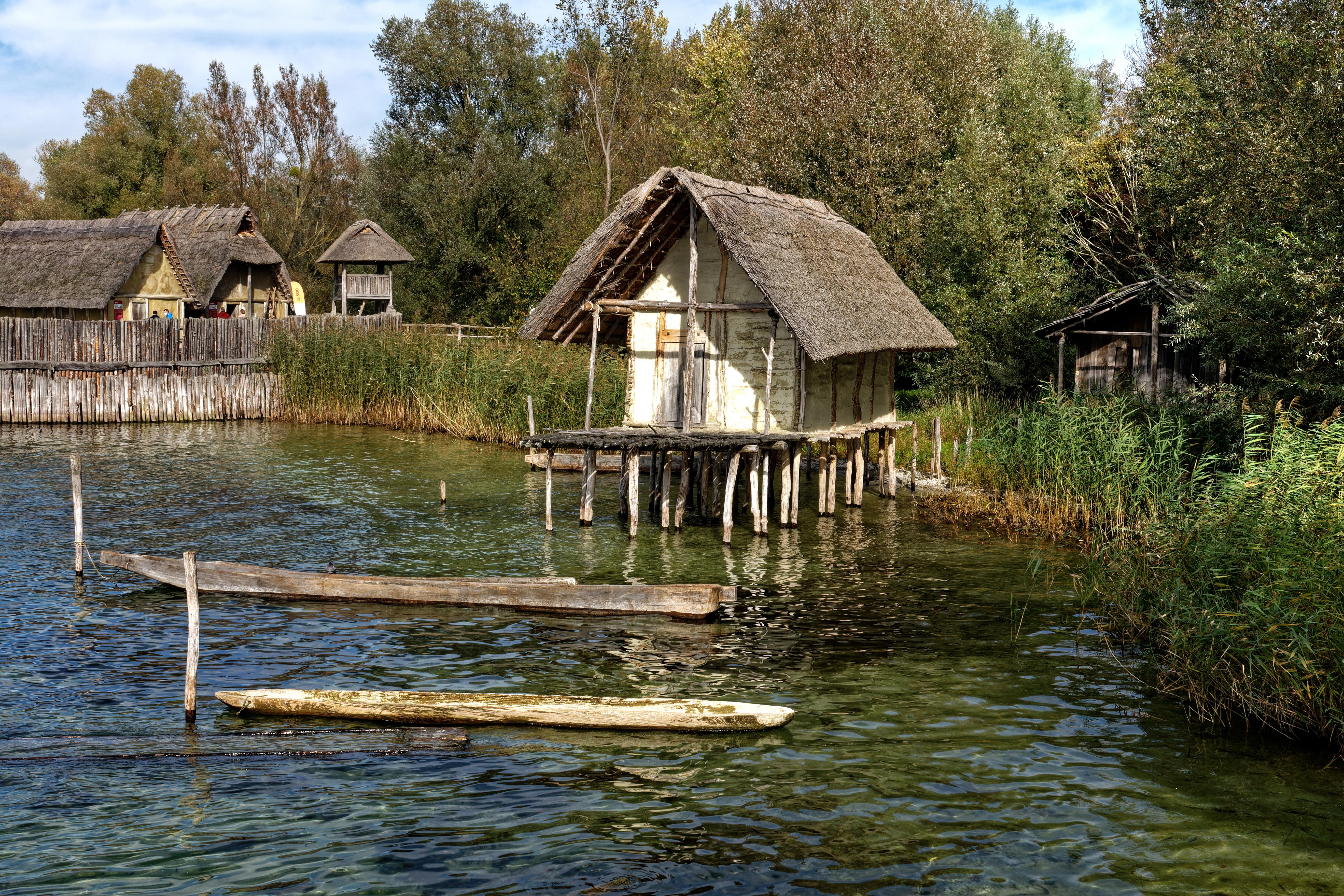
Hornstaadhaus und Arbonhaus

Beide Häuser aus den Jahren 1996 und 1998 sind Rekonstruktionen von Steinzeithäusern, die aus Forschungsgründen und als Langzeitexperiment zur Prüfung der Haltbarkeit solcher Häuser errichtet wurden.
Das Hornstaad-Haus hat seinen historischen Ursprung in einer steinzeitlichen Siedlung (um 3912 v. Chr.) mit rund 40 Häusern in Hornstaad-Hörnle am Ufer der Hörispitze, die durch einen Brand zerstört wurde. Sie wurde vom Landesdenkmalamt Baden-Württemberg 1980/1983 bis 1993 ausgegraben. Die Errichtung war eine Forschungsarbeit von drei bis vier Personen, die etwa zwei Monate an diesem aus Holz, Gras und Lehm bestehenden Haus bauten. Die Forschungsarbeit richtete sich vor allem an Fragen zur Belastbarkeit und Haltbarkeit eines solchen Gebäudes. Eine anschließende Bewohnung des Hauses durch einen Mitarbeiter des Museums war Teil des Experimentes. Der von Besuchern „Uhldi“ genannte Mitarbeiter entwickelte sich zum Besuchermagnet und bewohnte periodisch das Haus. Die Erfahrungsberichte wurden in der Vereinszeitschrift Plattform publiziert. 2011 wurde das Haus, das 2009 einem Orkan zum Opfer fiel, erneut aufgebaut.
Das Arbon-Haus wurde nach den Ausgrabungsergebnissen in der steinzeitlichen Siedlung Arbon-Bleiche III im Kanton Thurgau (Schweiz) gebaut. Das Haus wurde im Original 3376 v. Chr. erbaut und 3370 v. Chr. durch einen Brand zerstört. Nach dem archäologischen Befund erhielt die Rekonstruktion ein Schindeldach aus bis zu zwei Meter langen Weißtannenbrettern und unterscheidet sich dadurch von den anderen Häusern des Museums, die mit Schilf und Gras gedeckt sind.
Position:47° 43′ 34″ N, 9° 13′ 43,7″ O

### Das bronzezeitliche DorfUnteruhldingen

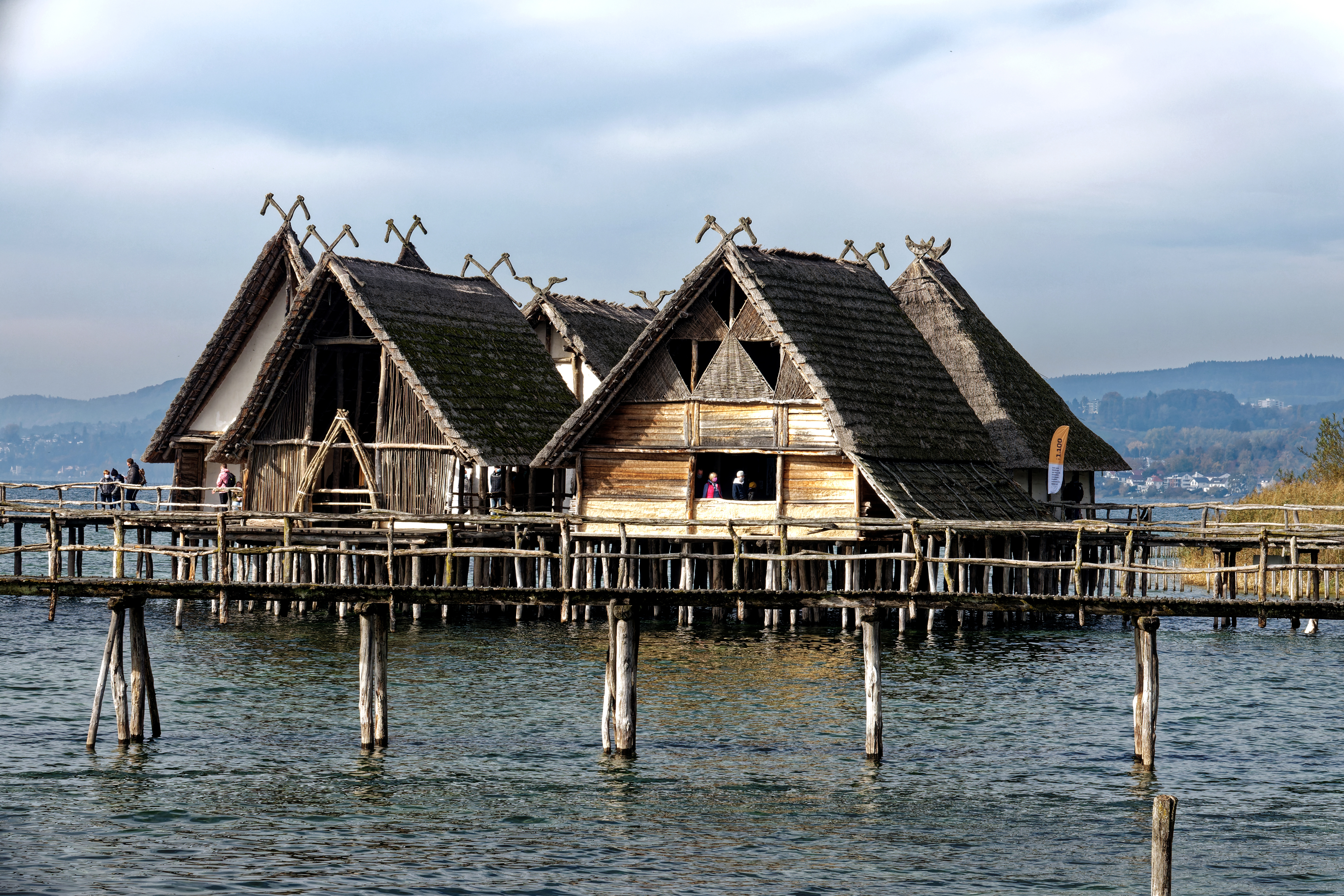
Das bronzezeitliche Dorf Unteruhldingen

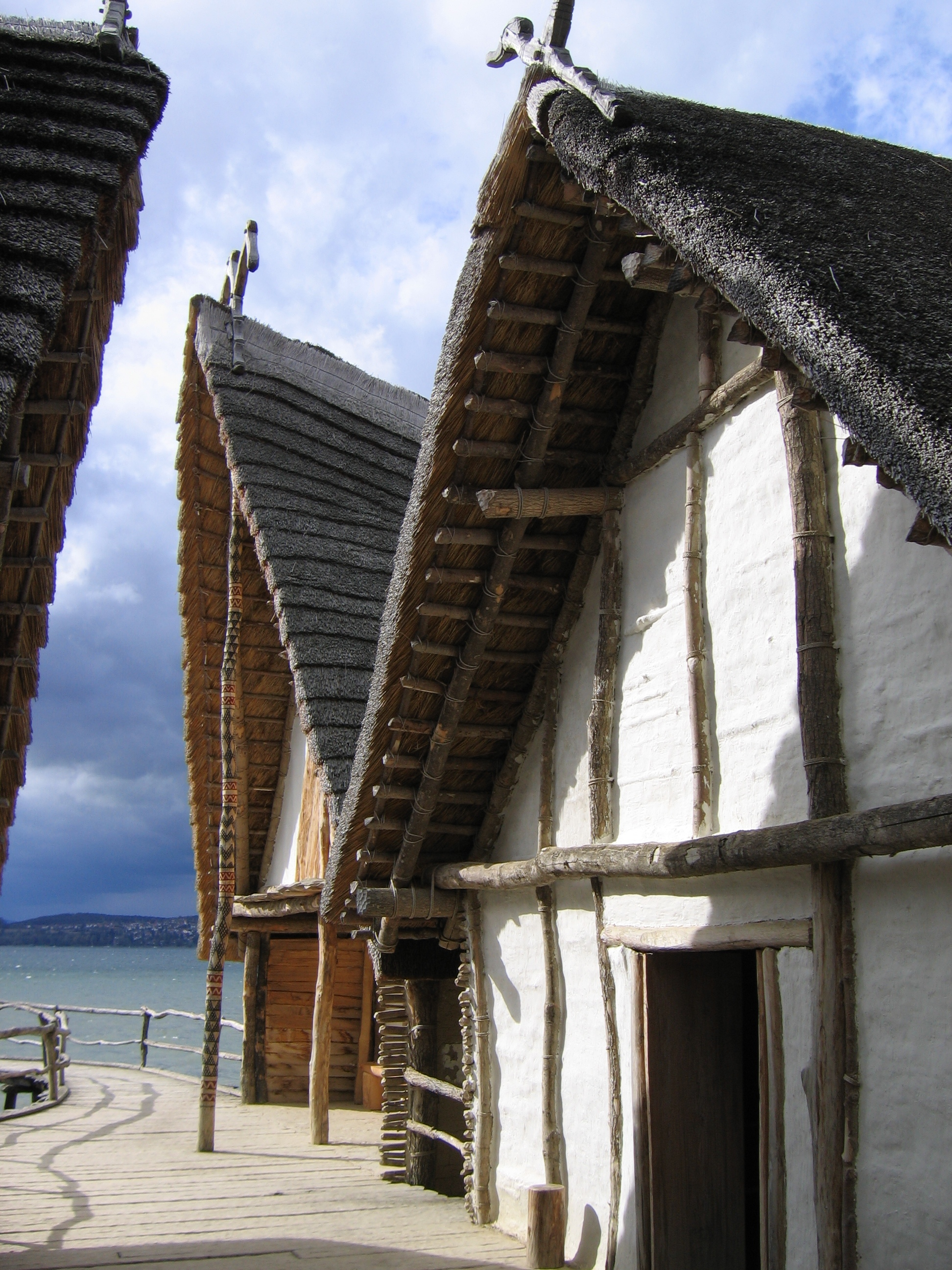
Haus der Fragen (vorne)

Das bronzezeitliche Dorf Unteruhldingen-Stollenwiesen besteht aus fünf Gebäuden und einem Palisadenabschnitt, das museumspädagogisch die Themen Wohnen und Handwerk, Umwelt und Tiere, sowie Kult und Religion aufgreift. Sie wurden zwischen 1999 und 2002 im Rahmen eines Europa-Projektes erbaut. Auf 400 Quadratmetern Fläche wurde versucht, ein Abbild eines Bronzezeitdorfs von vor rund 3000 Jahren mit ursprünglich rund 80 Häusern zu schaffen. 27 Figuren mit ihrer prähistorischen Ausrüstung sind Zeugnis reger Handelsbeziehungen bis in die Salz- und Kupferbergwerke der Alpen und weiter nach Italien. Kult und Religion werden im sogenannten Kulthaus, einem mit Götterfiguren aus Holz ausgestatteten Haus, bei einer priesterlichen Beschwörung am Bestattungswagen einer wohlhabenden Person gezeigt.
47° 43′ 36″ N, 9° 13′ 39,1″ O

### SWR-Steinzeitdorf

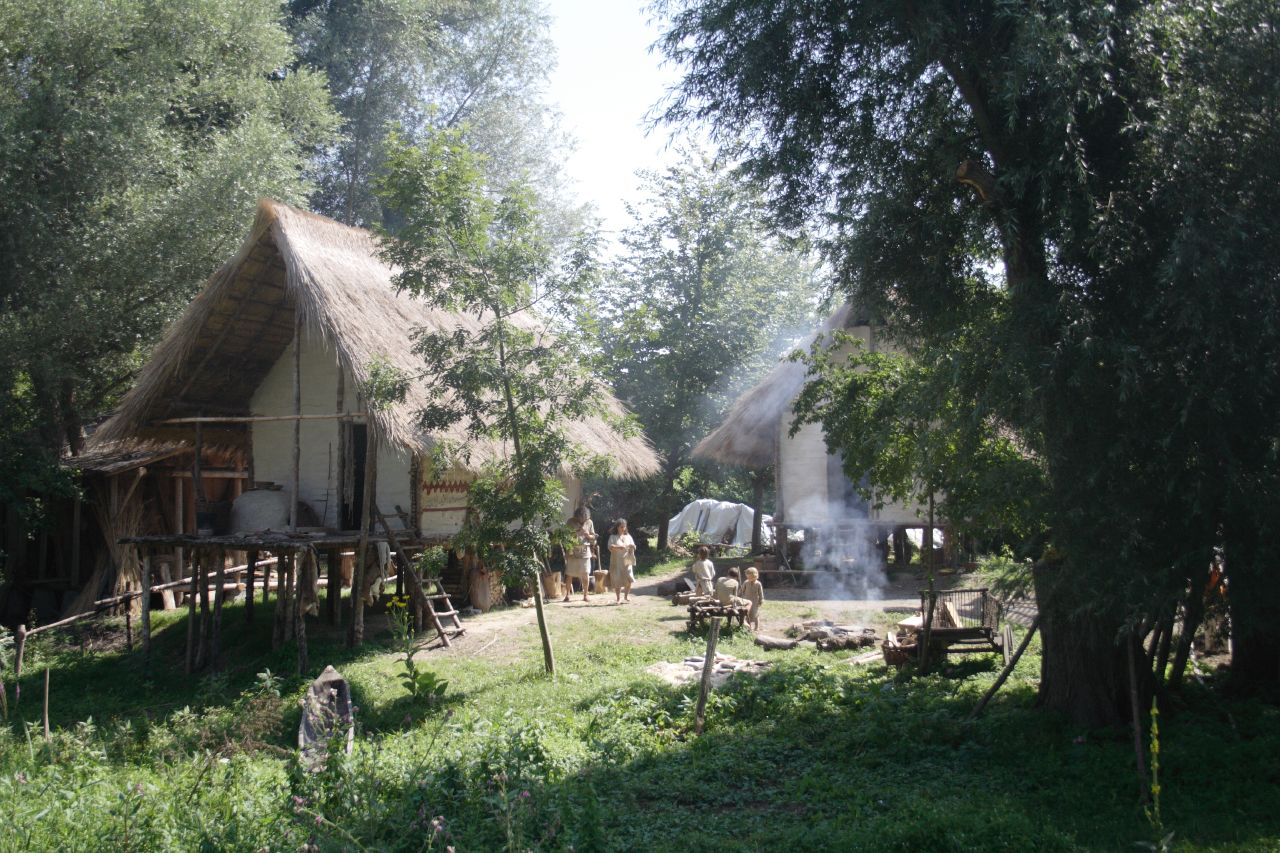
Das wiederaufgebaute SWR-Steinzeitdorf

Die bisherigen Häuser wurden 2007 um die Originalhäuser der Fernsehserie Steinzeit – Das Experiment. Leben wie vor 5000 Jahren erweitert. Die Produktion des Südwestrundfunks in Koproduktion mit dem Bayerischen Rundfunk und in Zusammenarbeit mit dem Pfahlbaumuseum Unteruhldingen, dem Landesmuseum Schleswig, der Albert-Ludwigs-Universität Freiburg und dem Universitätsklinikum Freiburg, im Sommer 2006 versetzte 13 Personen für zwei Monate zurück in das Leben einer Sippe der Jungsteinzeit. Das Filmset, ein originalgetreu rekonstruiertes kleines Pfahlbaudorf, wurde im Himmelreichmoos in Erbisreute-Fuchsenloch bei Schlier (Landkreis Ravensburg) speziell für diese Zwecke errichtet und im Anschluss nach Uhldingen verbracht. Dort wurden die drei Steinzeithäuser am Ufer wieder aufgebaut. In den Häusern befinden sich pädagogische Einheiten, die der Wissensvermittlung dienen und die insbesondere für Schulklassen eingesetzt werden.
47° 43′ 35,5″ N, 9° 13′ 45,3″ O

## Zeitweg
Außerhalb des Pfahlbaumuseums wurde im Jahr 2005 der historische Lehrpfad Zeitweg errichtet, auf dem an verschiedenen Stellen in Unteruhldingen die Geschichte des Ortes nachvollzogen werden kann.

## Markenrechte
Der Begriff „Pfahlbauten“ ist seit dem 4. Juni 2004 beim Deutschen Patent- und Markenamt als Marke eingetragen, weiterhin sind die Marken „Pfahlbau Museum“, „Verein für Pfahlbau- und Heimatkunde e. V.“ und „Uhldi“ geschützt. Inhaber der Wortmarken ist der Verein für Pfahlbau- und Heimatkunde e. V.

## Publikationen
Seit 1992 erscheint Plattform. Zeitschrift des Vereins für Pfahlbau- und Heimatkunde e. V. Unteruhldingen (ISSN 0942-685X). Die Zeitschrift ist Nachfolger der Vorzeit-Hefte für Vor- und Frühgeschichte, Volks- und Heimatkunde (ZDB-ID 1175794-2) von 1988, deren Vorgänger waren Vorzeit. Zeitschrift für Vor- und Frühgeschichte, Volksforschung und Heimatkunde (ZDB-ID 505434-5) von 1963 und Vorzeit am Bodensee. Mitteilungen zur Vor- und Frühgeschichte und Heimatkunde des Bodenseeraumes (ZDB-ID 505426-6) von 1952.